# Begin the Beguine
Das Lied Begin the Beguine wurde von Cole Porter für das 1935 uraufgeführte Broadway-Musical Jubilee komponiert und getextet. Es entwickelte sich zu einem Evergreen und einem Jazzstandard.

## Die Komposition und der Text
Das Wortspiel der annähernd gleich geschriebenen und ausgesprochenen „begin“ und „beguine“ bezieht sich auf den Beguine, einen der Rumba verwandten karibischen Tanz, der im 19. Jahrhundert auf den damals zu Frankreich gehörenden Kleinen Antillen entstand und von dort nach Paris kam, wo Cole Porter ihn bei einem seiner Europa-Aufenthalte kennenlernte. Den großen Melodiebögen der Beguine entsprechend umfasst der Song 108 Takte in der Liedform A-A'-B-A"-C-C', wobei jeder Teil 16 Takte lang ist (außer C' mit 20 Takten und einer Coda von 8 Takten).
„Nicht weniger umständlich erscheint der Text, der sich nicht entschließen kann, ob die Beguine nun beginnen soll oder nicht.“ Es wird hinterfragt, ob die romantischen Erinnerungen an Tropennächte, in denen sich sogar die Palmen nach dem Takt des Tanzes wiegen, willkommen sind. Erst kurz vor Ende des Songs kommt der Sänger zu dem Ergebnis: „Oh yes, let them begin the Beguine, make them play.“

## Wirkungsgeschichte
In Jubilee wurde Begin the Beguine von June Knight in der Rolle der Karen O’Kane gesungen. Die erste kommerzielle Aufnahme stammt vom Orchester Xavier Cugat (mit Gesang von Don Reid); sie wurde am 15. September 1935 aufgenommen und im Oktober 1935 bei Victor veröffentlicht, parallel zur Uraufführung des Musicals Jubilee am 12. Oktober 1935. Weitere frühe Aufnahmen stammen von Joe Haymes (1935) sowie Pierre Allier (1938).
Seine Berühmtheit verdankt der Titel vor allem der am 24. Juli 1938 aufgenommenen und im August 1938 erschienenen Aufnahme von Artie Shaw und seinem Orchester (bei Bluebird), die insgesamt 6 Wochen lang die Billboard-Charts anführte. Bis zum Jahre 1944 hatte sich die Single eine Million mal verkauft. In seinem Gefolge nahmen viele andere prominente Orchester ebenfalls eigene Versionen in ihr Repertoire, unter anderem Harry James, Tommy Dorsey, Benny Goodman, Glenn Miller, das Casa Loma Orchestra, Bob Crosby und Ray Conniff, aber auch Sänger wie Frank Sinatra (erstmals 1938) und andere. Teddy Stauffer und seine Original Teddies interpretierten das Stück 1940 für den deutschsprachigen Markt in einer Akkordeon-Fassung. „Begin the Beguine“ wurde in Deutschland insbesondere durch den 1939 gedrehten Ufa-Film „Hallo Janine“ mit Marika Rökk in der Hauptrolle bekannt.
Fred Astaire und Eleanor Powell erstellten zu einer instrumentalen Version des Stücks eine gefeierte Choreographie für den Film Broadway Melody of 1940 (1940), in dem auch eine Vokalfassung von Lois Hardnett, dem Gesangsdouble für Carmen D’Antonio, zu hören ist. Der Song erscheint auch zweimal in der Cole-Porter-Biographie-Verfilmung Tag und Nacht denk’ ich an Dich (1946), einmal dargeboten von einem gemischten Chor- und Tanzensemble und als Solo des Opernbaritons Carlos Ramírez. Parallel dazu kam 1946 Frank Sinatras Studioaufnahme des Liedes (bei Columbia) in die Charts. Erfolgreich war auch Eddie Heywoods Aufnahme in Boogie-Woogie-Manier. Jazz-Versionen existieren beispielsweise von Mildred Bailey (mit Charlie Shavers und Red Norvo), Sarah Vaughan, Wild Bill Davison, Erroll Garner, Terry Gibbs oder Django Reinhardt. Die Versionen von Dizzy Gillespie, Stan Kenton und Charlie Parker (1952) waren die ersten im Latin-Sound und trugen zur Popularisierung des Latin Jazz bei. Auch die Fassungen von Oscar Peterson und Art Tatum (1956) setzten neue Maßstäbe bei der Interpretation. Ella Fitzgeralds Aufnahme mit dem Orchester von Buddy Bregman fiel mit ihrem „schwülstigen Arrangement“ hingegen beim Jazzpublikum durch.
Begin The Beguine zählt trotz eines relativ komplexen Aufbaus zu den 16 „All Time Hits“, die 1963 von der ASCAP gewählt wurden.
1981 gelang Julio Iglesias mit seiner Interpretation (in einer englischen und einer deutschen Fassung) ein großer Charterfolg in Europa und (in der von ihm selbst getexteten spanischen Fassung als Volver a Empezar) auch in Lateinamerika. 1985 wurde die deutsche Version wiederum von Karel Gott gecovert.
Für das Cole-Porter-Tribute-Album Red Hot + Blue (1990) wurde das Lied von Salif Keïta eingespielt.
In dem Film De-Lovely – Die Cole Porter Story (2004) wurde der Song von Sheryl Crow gesungen, das Tongeschlecht wechselte in diesem Arrangement, wie in anderen früheren Coverversionen auch, nach Moll, während das Original – seinem sentimentalen Inhalt zum Trotz – in Dur geschrieben ist.

## Sonstiges
Porters Lied inspirierte Max Beckmann 1946 zu dem gleichnamigen Ölgemälde im University of Michigan Museum of Art, das zu den bedeutendsten Stücken von Beckmanns Spätwerk gerechnet wird.